# Kyčice
Kyčice (polsky Kiczyce, německy Kitschitz) jsou vesnice v jižním Polsku ve Slezském vojvodství v okrese Těšín v gmině Skočov. Leží na území Těšínského Slezska na řece Visle v bezprostřední blízkosti Skočova. Zástavba jižní části obce přímo navazuje na skočovskou čtvrť Zabawa.
Ke dni 25. 3. 2016 zde žilo 1 127 obyvatel, rozloha obce činí 7,3 km².
První zmínka o vesnici pochází z roku 1316. Patřila k Těšínskému knížectví a mezi lety 1577 až 1594 byla součástí skočovsko-strumeňského stavovského panství. Roku 1920 byla rozhodnutím Konference velvyslanců připojena k Polsku.